# Kanita
Kanita Suma (Skopje, 26 juli 2001) is een Albanese zangeres uit Noord-Macedonië. Ze staat bekend met het mononiem Kanita.

## Carrière
Kanita verwierf haar eerste bekendheid op 11-jarige leeftijd toen ze in 2012 als vierde eindigde in het tweede seizoen van X Factor Albanië. In 2014 nam ze deel aan Kënga Magjike, een in Albanië zeer bekende jaarlijkse muziekcompetitie die op televisie uitgezonden wordt.
Ze brak in Albanië door met "Don't Let Me Go", dat in december 2016 de 4e plaats in de hitparade bereikte. De remix van "Don't Let Me Go" van de Kosovaarse artiest Gon Haziri haalde ook de top 100 in de lijst van Tophit (Gemenebest van Onafhankelijke Staten). In 2018 deed Kanita voor een tweede maal mee aan Kënga Magjike.
In 2019 raakt ze met haar liedje Ankth tot in de halve finale van de jaarlijkse Albanese liedjeswedstrijd Festivali i Këngës (waarvan de winnaar doorstroomt naar het Eurovisiesongfestival). In januari 2020 bereikte haar nummer Fllad de 78e plaats in Albanese hitlijsten.

## Discografie
| Single                                                                                        | Jaar van verschijnen | Hoogste positie | Hoogste positie | Opmerkingen               |
| Single                                                                                        | Jaar van verschijnen | ALB             | GOS             | Opmerkingen               |
| --------------------------------------------------------------------------------------------- | -------------------- | --------------- | --------------- | ------------------------- |
| "Ëndrra ime"                                                                                  | 2013                 | —               | —               |                           |
| "Digjem për ty"                                                                               | 2014                 | —               | —               | Samen met Leonora Poloska |
| "Young & Reckless"                                                                            | 2015                 | —               | —               |                           |
| "Champion"                                                                                    | 2016                 | —               | —               | Samen met Castor          |
| "S'e di pse"                                                                                  | 2016                 | —               | —               |                           |
| "Don't Let Me Go"                                                                             | 2016                 | 4               | —               |                           |
| "Don't Let Me Go" (Gon Haziri remix)                                                          | 2017                 | 36              | 94              |                           |
| "They Said"                                                                                   | 2018                 | 48              | —               |                           |
| "S'jemi ne"                                                                                   | 2018                 | —               | —               |                           |
| "Stranger"                                                                                    | 2019                 | 84              | —               |                           |
| "Ankth"                                                                                       | 2019                 | —               | —               |                           |
| "Fllad"                                                                                       | 2020                 | 78              | —               |                           |
| "Hala"                                                                                        | 2020                 | —               | —               | Samen met Valza           |
| "Mos M'Harro"                                                                                 | 2021                 | —               | —               |                           |
| "—" geeft een nummer aan dat niet in de hitlijsten kwam of niet in dat gebied is uitgebracht. |                      |                 |                 |                           |